# Дајксвил (Висконсин)
Дајксвил (енгл. Dyckesville) насељено је место без административног статуса у америчкој савезној држави Висконсин.

## Демографија
По попису из 2010. године број становника је 538.
| Група             | 2000.    | 2010.       |
| Белци             | 0 (0,0%) | 513 (95,4%) |
| Афроамериканци    | 0 (0,0%) | 0 (0,0%)    |
| Азијати           | 0 (0,0%) | 1 (0,2%)    |
| Хиспаноамериканци | 0 (0,0%) | 16 (3,0%)   |
| Укупно            | 0        | 538         |